# Communauté de communes du Razès Malepère
Pour les articles homonymes, voir Malepère.
La Communauté de communes du Razès Malepère était une communauté de communes française, située dans le département de l'Aude et la région Languedoc-Roussillon.
Elle a fusionné en 2014 avec les Coteaux-du-Razès et la Communauté de communes du Limouxin et du Saint-Hilairois pour constituer la nouvelle Communauté de communes du Limouxin.

## Composition
Elle regroupait 14 communes:
| Commune             | Population 1999 |
| ------------------- | --------------- |
| Lauraguel           | 461             |
| Malviès             | 268             |
| Cailhau             | 231             |
| Routier             | 225             |
| Cambieure           | 214             |
| Brugairolles        | 196             |
| Mazerolles-du-Razès | 181             |
| Brézilhac           | 118             |
| Cailhavel           | 111             |
| Villarzel-du-Razès  | 91              |
| Fenouillet-du-Razès | 80              |
| Gramazie            | 71              |
| Ferran              | 64              |
| La Courtète         | 56              |
| TOTAL               | 2 569           |